# Intercambiador de San Mamés
El intercambiador de San Mamés es un complejo que engloba varios medios de transporte colectivo de la villa de Bilbao (España). Situado en el barrio de Garellano, en el distrito suroccidental de Basurto-Zorroza, es próximo al popular estadio de fútbol de San Mamés, cuyo nombre recibe. Los servicios son ofrecidos por sus respectivos operadores de transporte, cada cual mediante su propia infraestructura, en superficie o subterránea, estando las distintas instalaciones interconectadas a través de estancias comunes, cuya gestión y titularidad corresponde al Consorcio de Transportes de Bizkaia (CTB); de esta manera se facilita una intermodalidad ágil entre los diferentes medios integrados. 
El de San Mamés es, junto a los céntricos intercambiadores de Abando —cuyo núcleo de facto es la estación de Abando Indalecio Prieto— y del Casco Viejo —en la estación de Zazpikaleak/Casco Viejo, de la red de metro— uno de los tres principales puntos de intermodalidad de red de transporte ferroviario del territorio foral, así como el primer punto neurálgico de todo el sistema de movilidad público de la provincia en su conjunto, dada su posición dominante en lo que a la afluencia total de pasajeros se refiere,[cita requerida] así como por la variedad y relevancia de los medios de transporte y puntos geográficos a los que da acceso, directa o indirectamente. 
Como particularidad, el intercambiador de San Mamés alberga la estación de Bilbao Intermodal, la terminal central de autobuses de la capital vizcaína, en la que hacen parada las líneas de largo recorrido de las grandes operadoras comerciales españolas e internacionales. Bilbao Intermodal es también punto de inicio y fin de trayecto de numerosas líneas (semi)directas del servicio provincial Bizkaibus, siendo así en la actualidad el principal (o único) nexo por transporte público entre Bilbao y diversos municipios vizcaínos, así como puntos de gran interés, como el Aeropuerto de Bilbao o el campus de Lejona de la Universidad del País Vasco (UPV/EHU). 
Además de los anteriores, también operan en el complejo otras compañías, conformando un amplio abanico de servicios públicos. Metro Bilbao da servicio de metro mediante sus dos líneas (L1 y L2) de la red bilbaína. Dos líneas de ferrocarril suburbano de Renfe Cercanías (C1 y C2) tienen parada en el intercambiador. Asimismo, el conjunto intermodal es fácilmente accesible desde otros puntos de la ciudad mediante el tranvía de Bilbao (línea TR), de Euskotren Tranbia, y varias líneas del servicio de autobuses municipal, Bilbobus. Finalmente, la oferta se completa con un estacionamiento propio de taxis, además de un aparcamiento para vehículos particulares.

## Historia y estructura

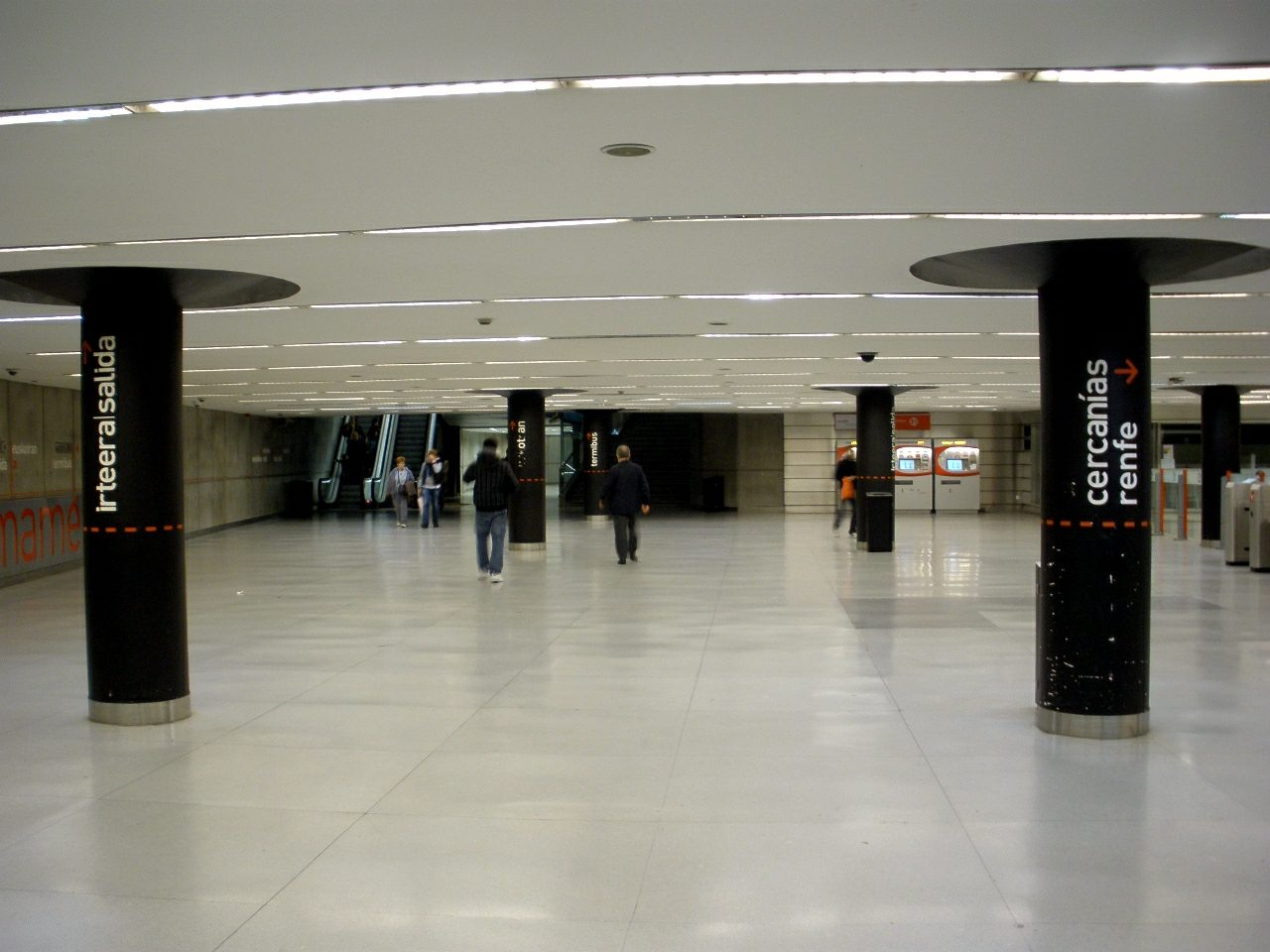
Vestíbulo principal del intercambiador. En el fondo, en el extremo izquierdo, se aprecian las escaleras mecánicas de acceso al exterior (Luis Briñas), donde se encuentran los servicios de Bilbobus y tranvía; a su derecha (iluminado) se encuentra el acceso directo a la estación de autobuses Bilbao Intermodal; adyacente (oscurecido) se encuentran las escaleras normales hacia el exterior. El acceso a la estación de Renfe Cercanías se realiza tras la correspondiente línea de canceladoras, apreciable en el extremo derecho de la imagen. El acceso a las instalaciones de Metro Bilbao se realiza mediante una serie de escaleras mecánicas, ubicada tras la cámara, no visibles en la fotografía.

La existencia del intercambiador de San Mamés, como tal, data del año 2004, cuando la sociedad promotora Bilbao Ría 2000 dio por concluidas las obras para la construcción de la nueva infraestructura de enlace. Propiamente, el intercambiador consta de un vestíbulo o pasillo central, y varios ascensores y escaleras (algunas de ellas, mecánicas) que enlazan las instalaciones diferenciadas de los distintos medios de transporte, construidas en distintos momentos, aun de manera planificada de cara a su integración. Igualmente, la titularidad de cada instalación componente del complejo corresponde a distintos agentes implicados en el transporte público vizcaíno.
El primer medio de transporte constituyente del intercambiador que dio servicio en la zona fue el metro de Bilbao, a partir de noviembre de 1995. No obstante, el germen del intercambiador no floreció hasta el año siguiente, 1996, con la entrada en funcionamiento de «Termibus»: un segundo servicio con vocación de ser la primera estación central de autobuses de Bilbao. Termibus fue inicialmente concebida con carácter temporal en una zona desaprovechada, no necesariamente permanente, pero de fácil acceso a la autopista A-8. La falta de propuestas claras y de consenso sobre una ubicación definitiva, situación alargada durante años, terminó por consolidarla como la terminal de autobuses de la villa durante casi dos décadas, a partir de 1999. Si bien el mobiliario implementado dicho año en Termibus fue encargado bajo condición de que fuera fácilmente desmontable de cara a un futuro traslado, dicha característica no fue finalmente aprovechada al decidirse definitivamente, en 2012, la futura sustitución de la estación en superficie por otra completamente soterrada, en el mismo emplazamiento. Así, tras dos años de obras y provisionalidad, en noviembre de 2019 entró en funcionamiento la estación de Bilbao Intermodal, en sustitución de Termibus. Propiedad del Ayuntamiento de Bilbao, Bilbao Intermodal es la principal y más frecuentada instalación del complejo.[cita requerida]
En un paso más hacia la creación de un nodo de intercambio, en el año 2000, como parte del desarrollo y puesta en marcha de la denominada Variante Sur Ferroviaria de Cercanías de Bilbao —proyecto también de Bilbao Ría 2000— entró en funcionamiento la estación provisional de Renfe Cercanías en San Mamés, propiedad de Adif (heredada de la extinta RENFE), implementada a cielo descubierto. Años más tarde, en julio de 2003, llegaba al emplazamiento el nuevo tranvía de Bilbao, operado por EuskoTran (hoy Euskotren Tranbia), estableciéndose temporalmente allí su fin de trayecto. Finalmente, en el año 2004 se inauguraba de manera formal el intercambiador de San Mamés, para lo cual fue necesario el completo soterramiento de la estación de cercanías; ello permitió también la prolongación del trazado del tranvía hasta Basurto y la reubicación de su apeadero (propiedad de Euskal Trenbide Sarea) hasta su posición actual, encima de la estación de Renfe. Por su parte, el servicio municipal de autobuses Bilbobus también cuenta con distintas paradas aledañas.
El corazón del intercambiador, propiedad de Consorcio de Transportes de Bizkaia (CTB), fue inaugurado el 29 de julio de 2004 como eje del proyecto. Se trata de un vestíbulo subterráneo ubicado en la confluencia de la Calle de Luis Briñas con la Avenida de Juan Antonio Zunzunegui, al cual se puede acceder directamente mediante escaleras mecánicas y normales, protegidas bajo una prominente estructura cilíndrica acristalada ubicada a pie de calle, en la confluencia de las vías ya citadas. Desde ese vestíbulo, el usuario puede acceder a los servicios de autobús urbano y tranvía (en superficie), o a los servicios de autobús de largo recorrido y provincial, metro y tren de cercanías (bajo tierra). Además del propio vestíbulo, cada una de las instalaciones subterráneas de los distintos operadores cuenta, al menos, con un acceso propio adicional en otra ubicación.
Desde su entrada en funcionamiento en 2004, el único cambio sustancial acometido en la estructura del intercambiador ha sido la adaptación del enlace entre el vestíbulo y la estación central de autobuses, dada las muy distintas naturalezas de la estación original (Termibus, en superficie) y la actual (Bilbao Intermodal, bajo tierra). Antiguamente, el pasillo central del vestíbulo, correspondiente al acceso a la terminal de autobuses, conducía a una pequeña estancia con sendas escaleras mecánicas y normales, que permitían al usuario ascender a superficie, pero dando acceso directo a la zona de dársenas de Termibus, evitando así que el usuario tuviese que rodear el recinto vallado para acceder a su interior de manera segura, a través de pasos acondicionados para peatones. En la actualidad, la estancia con las dos escaleras ha desaparecido, y el pasillo central da acceso directo a Bilbao Intermodal, cuya planta -1 (donde se encuentran las taquillas, las canceladoras, el bar, las consignas y una zona comercial) se encuentra al mismo nivel del vestíbulo. La zona de dársenas de la terminal de autobuses se encuentra en un nivel inferior, la planta -2, accesible solo para viajeros tras pasar por canceladoras en la planta -1.

## Medios de transporte

### Autobuses provinciales y de largo recorrido

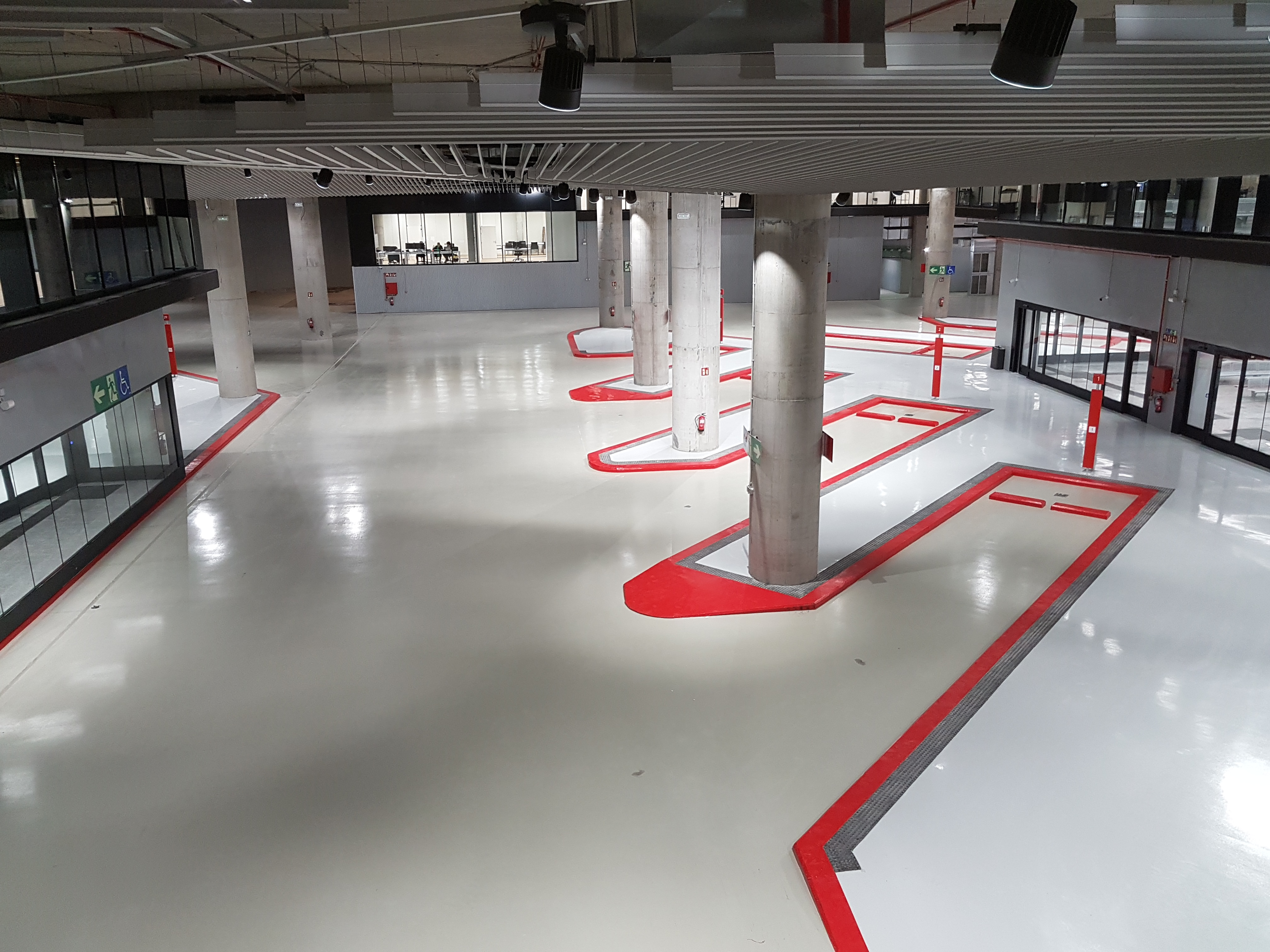
Estación de Bilbao Intermodal.

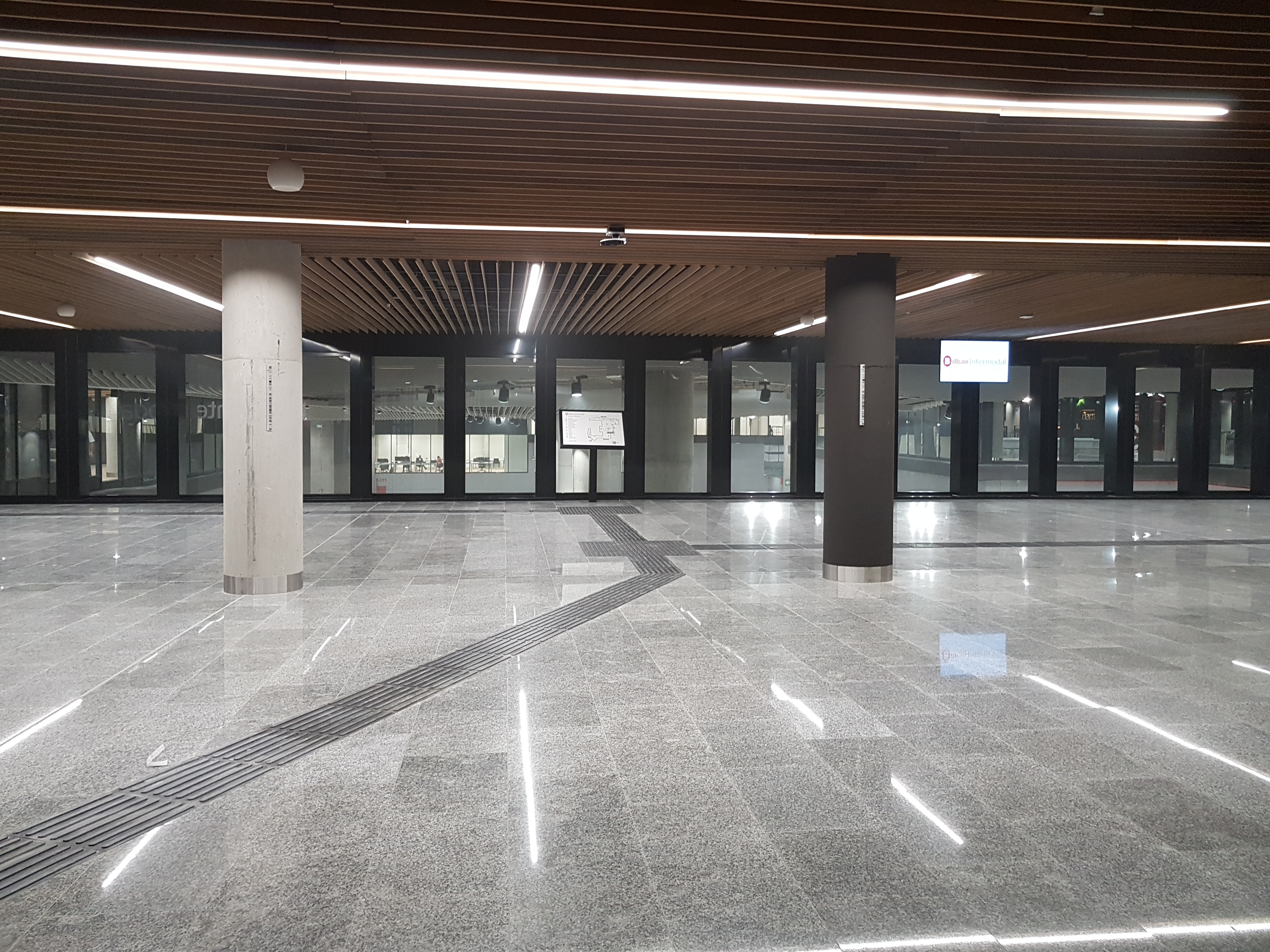
Acceso a Bilbao Intermodal desde el Intercambiador de San Mamés.

La estación de Bilbao Intermodal, ubicada bajo tierra en el emplazamiento denominado tradicionalmente campa de Garellano, es la principal terminal de autobuses de Bilbao, y la única con servicios interurbanos de largo recorrido, tanto nacionales como internacionales, operados por grandes compañías privadas del sector, como ALSA, FlixBus, Autobuses La Unión, etc. Así, los autobuses procedentes de otras partes de España y del resto de Europa con destino o escala en Bilbao llegan hasta esta terminal, en exclusiva.
Asimismo, casi una veintena de líneas del servicio provincial de autobuses públicos de Vizcaya, Bizkaibus, tienen Bilbao Intermodal como punto de inicio y fin. Dichas líneas son servicios directos o semidirectos que unen Bilbao con municipios alejados de la geografía vizcaína, así como con localidades más próximas o lugares de gran interés, con los que existen flujos importantes de viajeros cada día. Entre todas ellas destacan algunas, como la A3247, que tiene como destino el Aeropuerto de Bilbao, con salidas cada cuarto de hora desde la terminal de autobuses hasta la zona de salidas del aeropuerto, en un trayecto de 15 minutos, aproximadamente. Otra línea destacada es la A2318, que une por autopista la estación de autobuses con el campus de Lejona de la Universidad del País Vasco, con una frecuencia de 20 minutos y una duración de trayecto aproximada a la del ejemplo anterior.
La actual estación de autobuses es heredera de la extinta «Termibus», terminal inaugurada en superficie, en el mismo emplazamiento, consolidada como tal en 1999. Planteada en principio como estación temporal, cumplió su función como estación terminal de autobuses de la villa hasta 2018, cuando fue clausurada para el inicio de las obras de Bilbao Intermodal, siendo sustituida mientras tanto por una reducida terminal adyacente, junto a las Torres de Garellano. La actual estación soterrada entró en funcionamiento en noviembre de 2019.

#### Accesos
- Avenida de Sabino Arana, 17 (salida Sabino Arana)
- Calle de Luis Briñas, 23 (salida Luis Briñas - Intermodal - Renfe)
- Calle de Luis Briñas, 13, esquina Alameda de Urquijo (salida Luis Briñas)

### Metro

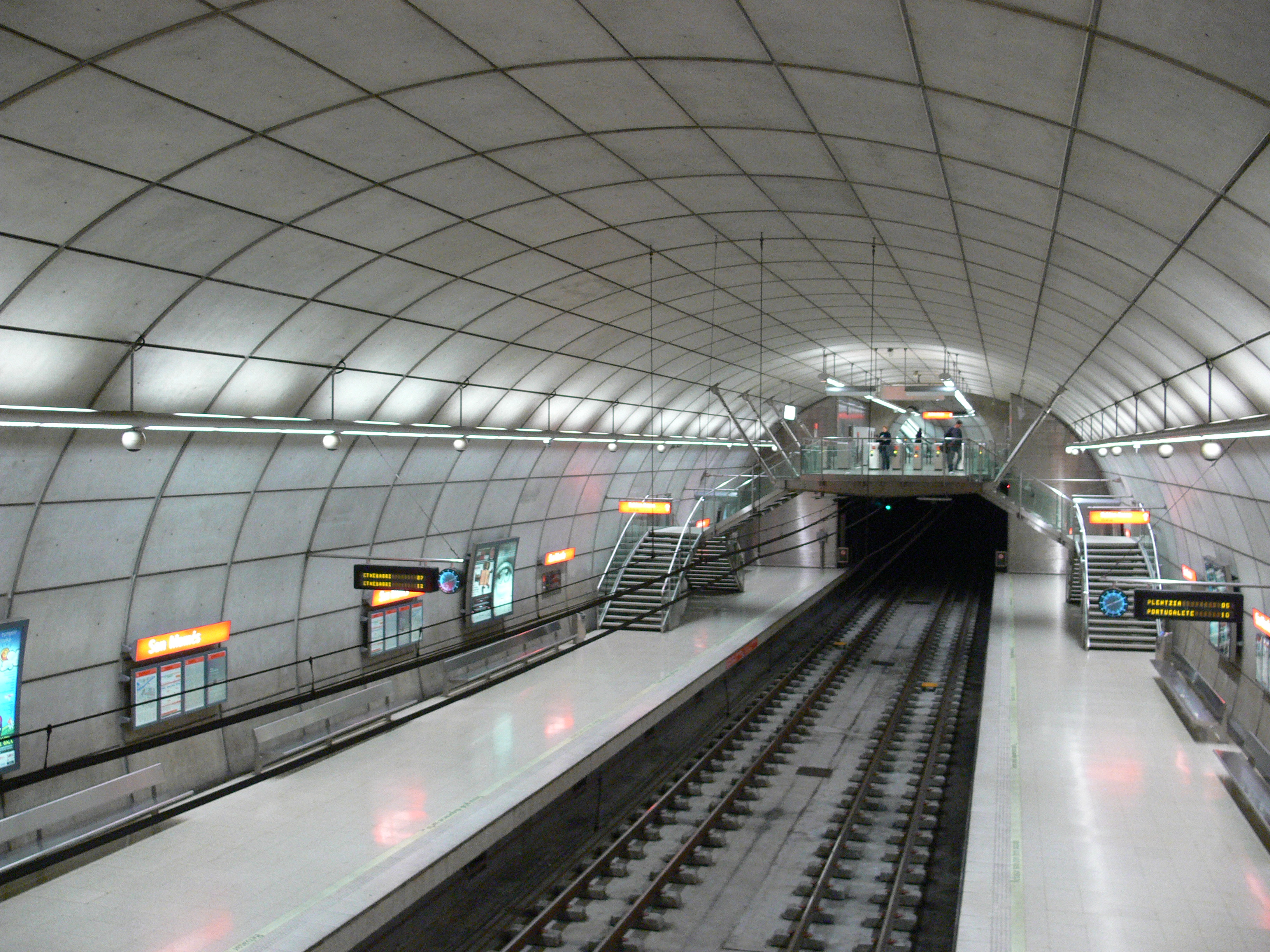
Estación de Santimami/San Mamés de Metro Bilbao

La estación de Santimami/San Mamés, subterránea y ubicada bajo la avenida de Sabino Arana, da servicio de metro al complejo intercambiador. Es cronológicamente, entre cuantas lo integran, la primera instalación en ponerse en marcha, habiendo sido inaugurada el 11 de noviembre de 1995, como parte de la primitiva red de estaciones que conformaron la red inicial del metro de Bilbao. 
Operada por Metro Bilbao, da servicio a las líneas L1 y L2 del sistema en su tronco común (hasta la estación de San Ignazio), con trenes con frecuencias entre 4 y 5 minutos en cada sentido, en horas punta. Su tarifa de transporte público corresponde a la zona 1 del Consorcio de Transportes de Bizkaia, dada su ubicación (Bilbao municipio). Su diseño en caverna es idéntico al de otras estaciones de metro subterráneas de nueva construcción, siguiendo el lenguaje de diseño propio de la red en territorio urbano, ideado por el estudio Foster&Partners.
La presencia del metro es vital para el conjunto del complejo intercambiador, siendo, paralelamente con la estación de autobuses Bilbao Intermodal, la principal instalación del intercambiador en cuanto a número de usuarios, y la principal forma de acceso al mismo. Santimami/San Mamés recibió 6 034 855 pasajeros en el año 2017, siendo la quinta estación más utilizada de su operador, Metro Bilbao, solo tras las céntricas estaciones de Indautxu, Abando, Moyua y Zazpikaleak/Casco Viejo (en orden ascendente), dos de las cuales sirven también a intercambiadores (Abando y Casco Viejo). De esta manera, permite enlazar rápidamente el intercambiador con el pleno centro de la villa, incluida su principal terminal ferroviaria: la estación de Abando Indalecio Prieto, siguiendo cualquiera de las dos líneas de metro.

#### Accesos
- Avenida de Sabino Arana, 17 (salida Sabino Arana)
- Calle de Luis Briñas, 23 (salida Luis Briñas - Intermodal - Renfe)
- Calle de Luis Briñas, 13, esquina Alameda de Urquijo (salida Briñas)

### Trenes de cercanías

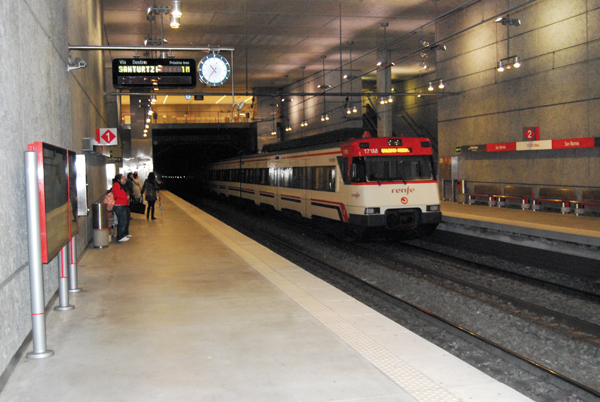
Estación de San Mamés de Renfe Cercanías

La estación de San Mamés, también subterránea y ubicada bajo la Avenida de Juan Antonio Zunzunegui, a la altura de la Escuela de Ingeniería de Bilbao de la UPV/EHU, complementa el servicio ferroviario de metro con uno de cercanías, aprovechando el paso del tendido explotado por Renfe Cercanías (propiedad de Adif) por el complejo intercambiador. La división de servicios suburbanos del operador estatal Renfe gestiona en el intercambiador de San Mamés dos de las tres líneas de su red bilbaína, la C-1 y la C-2, las cuales refuerzan o posibilitan la conexión entre el mismo y la Margen Izquierda y la Zona Minera (respectivamente), con trenes con frecuencias entre los 10 y los 12 minutos en horas punta en su tronco común (hasta la estación de Desierto-Baracaldo).
Las primeras instalaciones de Renfe Cercanías en San Mamés entraron en funcionamiento en 2000, de la mano de la operación urbanística bautizada como Variante Sur Ferroviaria de Cercanías de Bilbao, llevada a cabo por la asociación promotora Bilbao Ría 2000. Dicha operación tuvo como fin regenerar zonas de alta densidad poblacional en el sur de Bilbao, eliminando las «heridas» causadas por las céntricas instalaciones ferroviarias desarrolladas sin control durante décadas, entonces en desuso o pendientes de traslado, para así liberarlas y edificar en ellas, o crear espacios verdes y de esparcimiento. En dicha actuación se optó por reciclar el ramal de mercancías directo entre la estación de Olabeaga y la estación de Bilbao Abando —que también daba servicio a la desaparecida terminal de transbordo de Amézola— para convertirlo en un trazado híbrido de mercancías y cercanías, en el que se incluirían nuevas estaciones, para atender así a la demanda de las zonas que atravesaba, y al que se trasladarían las líneas C-1 (entre Bilbao y Santurce) y C-2 (entre Bilbao y Musques); hasta 1999, dichas líneas iniciaban y terminaban en la extinta estación de Bilbao-La Naja, bordeando la Ría de Bilbao a su paso por Abandoibarra y Uribitarte. El ramal todavía existe hoy y se usa en forma de bypass para llegar a la estación de Miribilla sin pasar por Abando.
Para posibilitar lo anterior, el ramal, construido en su día excavando a su paso una trinchera que dividía el terreno, fue soterrado para paliar el desnivel y unificar los alrededores. En la reformada infraestructura subterránea, en buena medida a lo largo de la nueva «Avenida del Ferrocarril», se implementaron las nuevas estaciones de San Mamés, Autonomía, Amézola (intermodal con Renfe Cercanías AM) y Zabalburu. Entre ellas, la de San Mamés fue construida en un inicio con carácter provisional, de cara a su posterior soterramiento, para así integrarla plenamente a posteriori en el nuevo intercambiador, partir del inicio de las obras en 2001. Finalmente, con la inauguración del complejo el 29 de julio de 2004, la nueva estación soterrada quedó plenamente interconectada con los servicios de metro, tranvía y autobús, entre otros.
Dada su ubicación, su tarifa corresponde a la denominada zona 0 del sistema zonal propio de Renfe Cercanías en Vizcaya, si bien se corresponde en la práctica con la demarcación de la zona 1 del Consorcio de Transportes de Bizkaia. A pesar de ofrecer una frecuencia menor, las líneas de cercanías C-1 y C-2 facilitan la accesibilidad entre el vestíbulo principal del intercambiador de San Mamés y los andenes de la estación de Abando Indalecio Prieto (ferrocarril de largo recorrido), también servida por el sistema de metro; esto es así porque el desnivel entre el vestíbulo de San Mamés y la estación de Renfe Cercanías es menor que el desnivel respecto a la de Metro Bilbao, además de porque el transbordo entre los trenes de cercanías de Renfe y los de largo recorrido se realiza al mismo nivel en Abando Indalecio Prieto.

#### Estación de Basurto
Además del intercambiador de ancho ibérico de San Mamés, se encuentra próxima la estación de Basurto-Hospital de la línea C-4 de Cercanías, facilitando así el acceso al intercambiador desde poblaciones pequeñas de la comarca occidental de Las Encartaciones atendidas por la línea. Según la propia Renfe, estas dos estaciones son un trasbordo, aunque hay que salir de la intermodal y llegar hasta la estación de Basurto a pie. Las tres líneas transcurren después en la misma dirección y confluyen de nuevo en la estación intermodal de Amézola, donde las tres se encuentran en la misma intermodal y hacen el intercambio más fluido.

#### Accesos
- C/ Luis Briñas, 23 (salida Luis Briñas - Metro - Tranvía- Intermodal)
- Torres Quevedo (salida Torres Quevedo)
- Ascensor en el interior de la estación de Renfe, comunica con el vestíbulo.

### Tranvía y autobuses urbanos

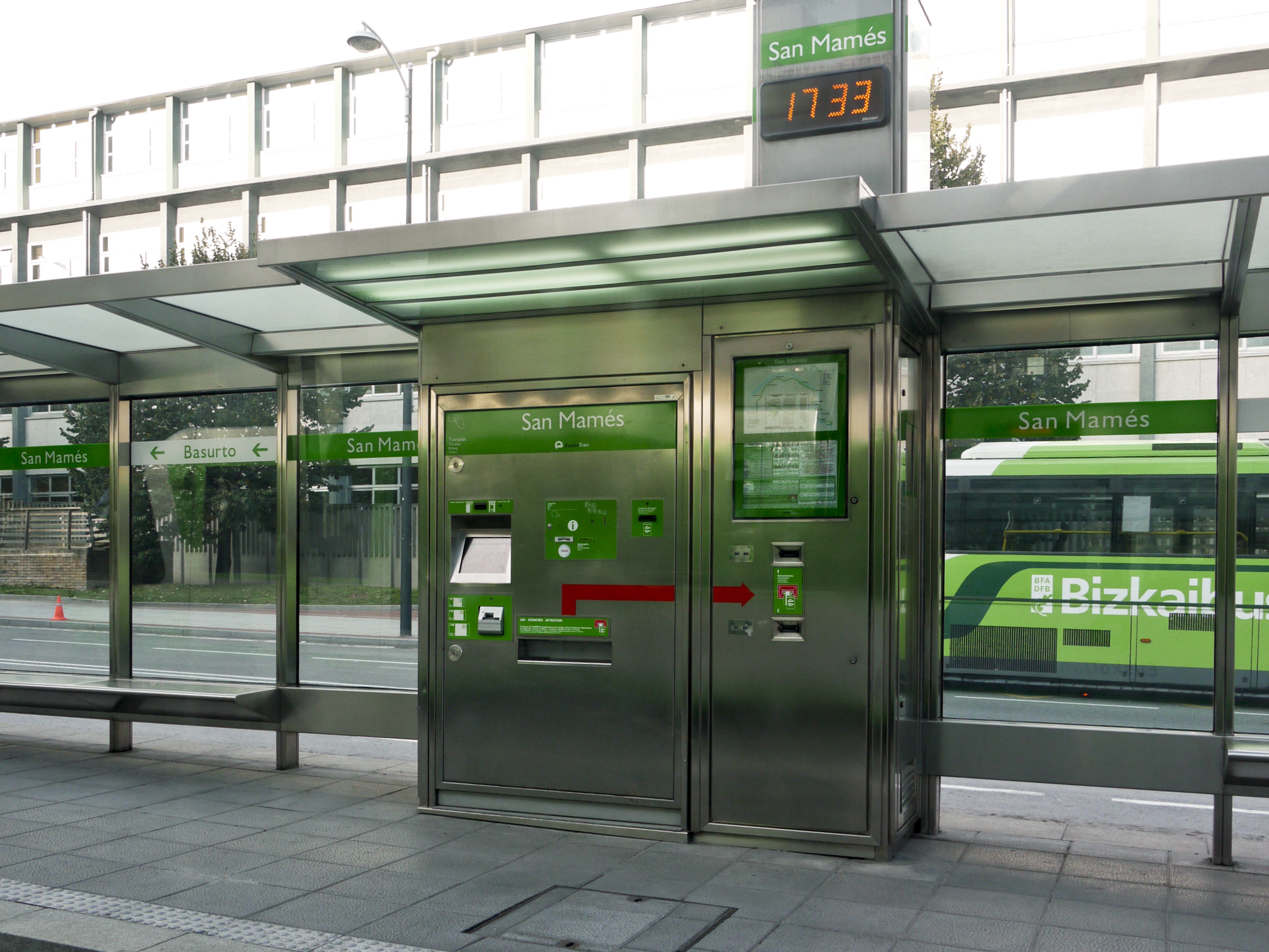
Estación de San Mamés del tranvía de Bilbao.

El intercambiador de San Mamés es fácilmente accesible desde distintos puntos de Bilbao mediante dos sistemas de transporte público urbano en superficie. Por un lado, el tranvía de Bilbao o línea TR, gestionado por Euskotren Tranbia (antiguamente EuskoTran) tiene parada en el intercambiador mediante el apeadero de San Mamés, ubicado en la avenida de Juan Antionio Zunzunegui, a la altura de la Escuela de Ingeniería, justo encima de la estación de Renfe Cercanías. Originalmente, el apeadero se encontraba más alejado de las estaciones de Metro Bilbao y Renfe Cercanías, pero fue reubicado junto a la salida principal de los otros dos ferrocarriles, la salida de la calle de Luis Briñas, con la inauguración del complejo en 2004. 
Además, el servicio municipal de autobuses urbanos, Bilbobus, cuenta con numerosas paradas en las inmediaciones del complejo, siendo las más próximas las ubicadas en las calles de Luis Briñas (frente al número 27) y de Pérez Galdós, en las que dan servicio, respectivamente, las líneas 28 y 38 del servicio.

### Taxi y aparcamientos de vehículos
En las inmediaciones de la estación central de autobuses, Bilbao Intermodal, se encuentra un estacionamiento de taxis especialmente orientado a los usuarios de los autobuses de largo recorrido. Asimismo, la misma estación cuenta con un aparcamiento propio de vehículos para sus usuarios, que es complementado con otros estacionamientos municipales aledaños.

## Galería de imágenes

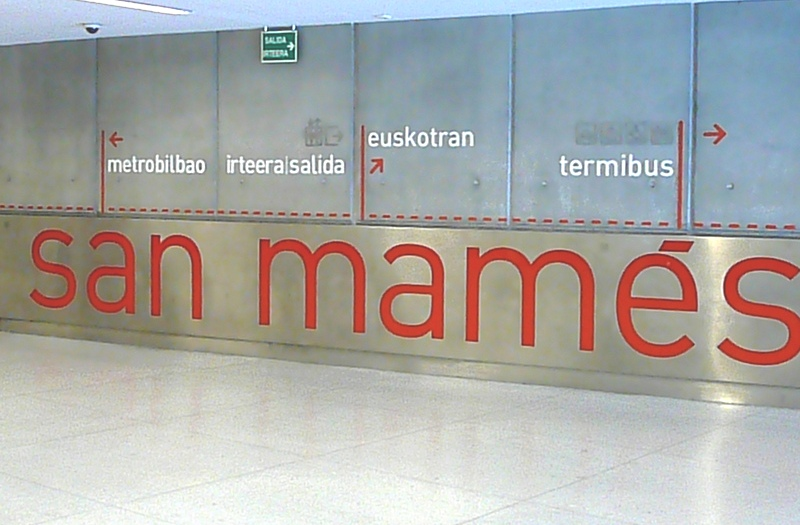
Señales del vestíbulo principal
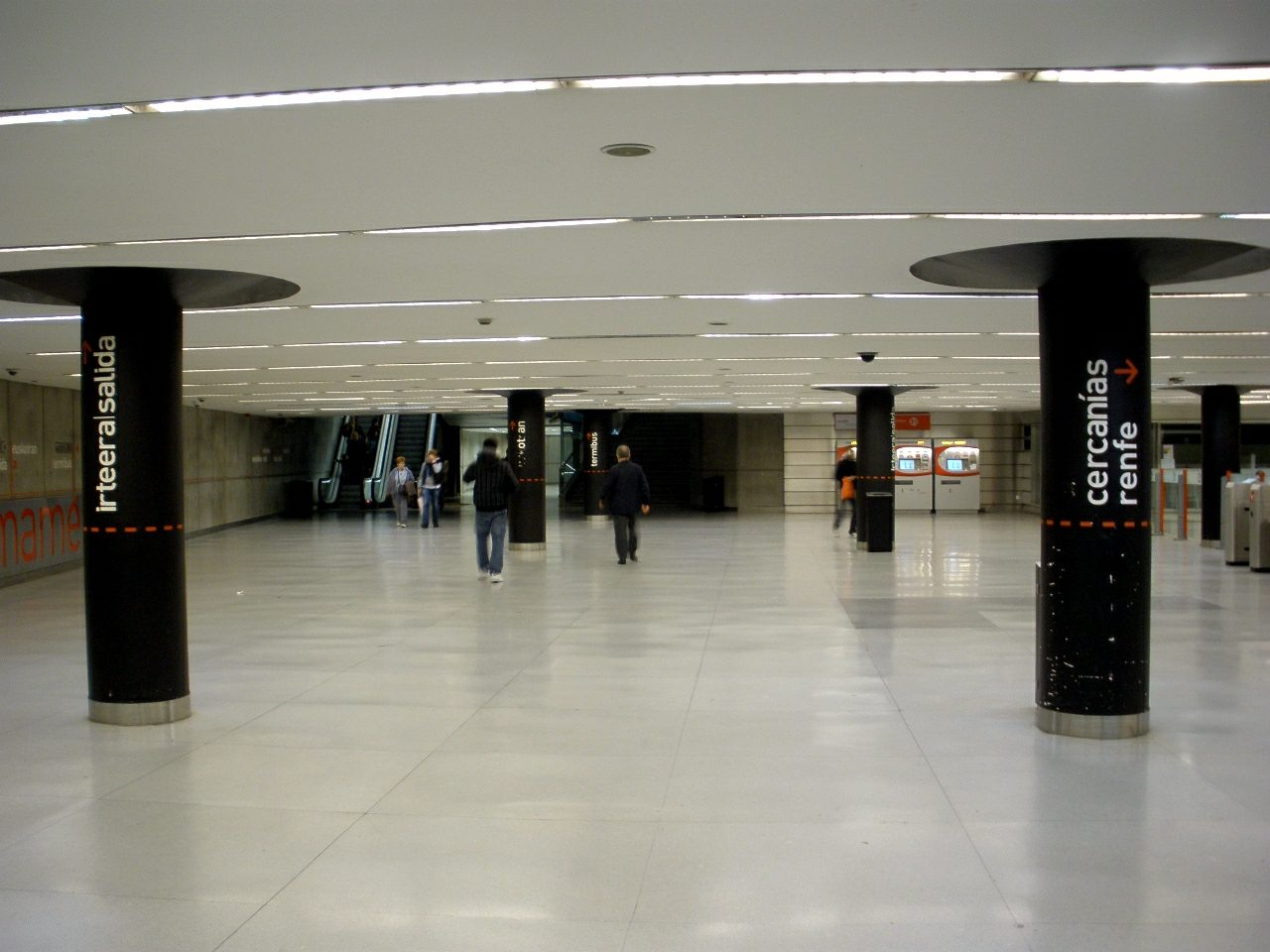
Vestíbulo principal
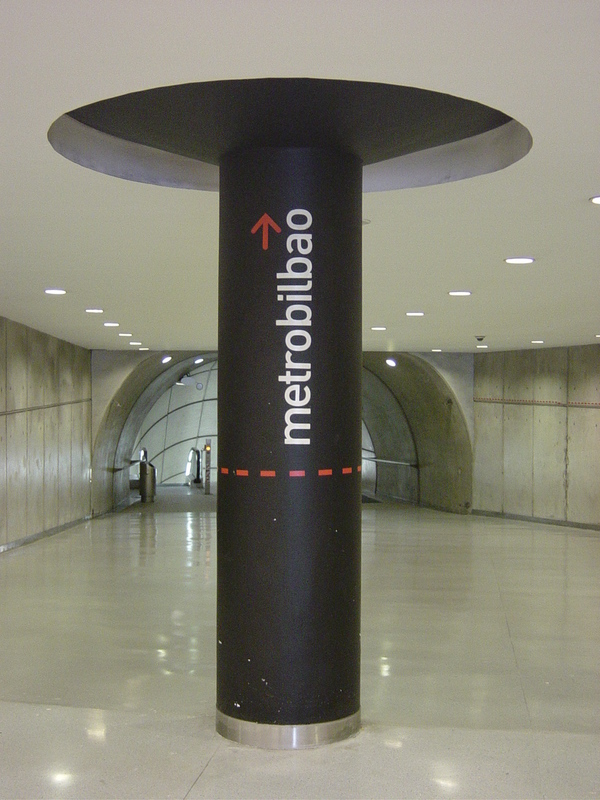
Señal de la estación de metro
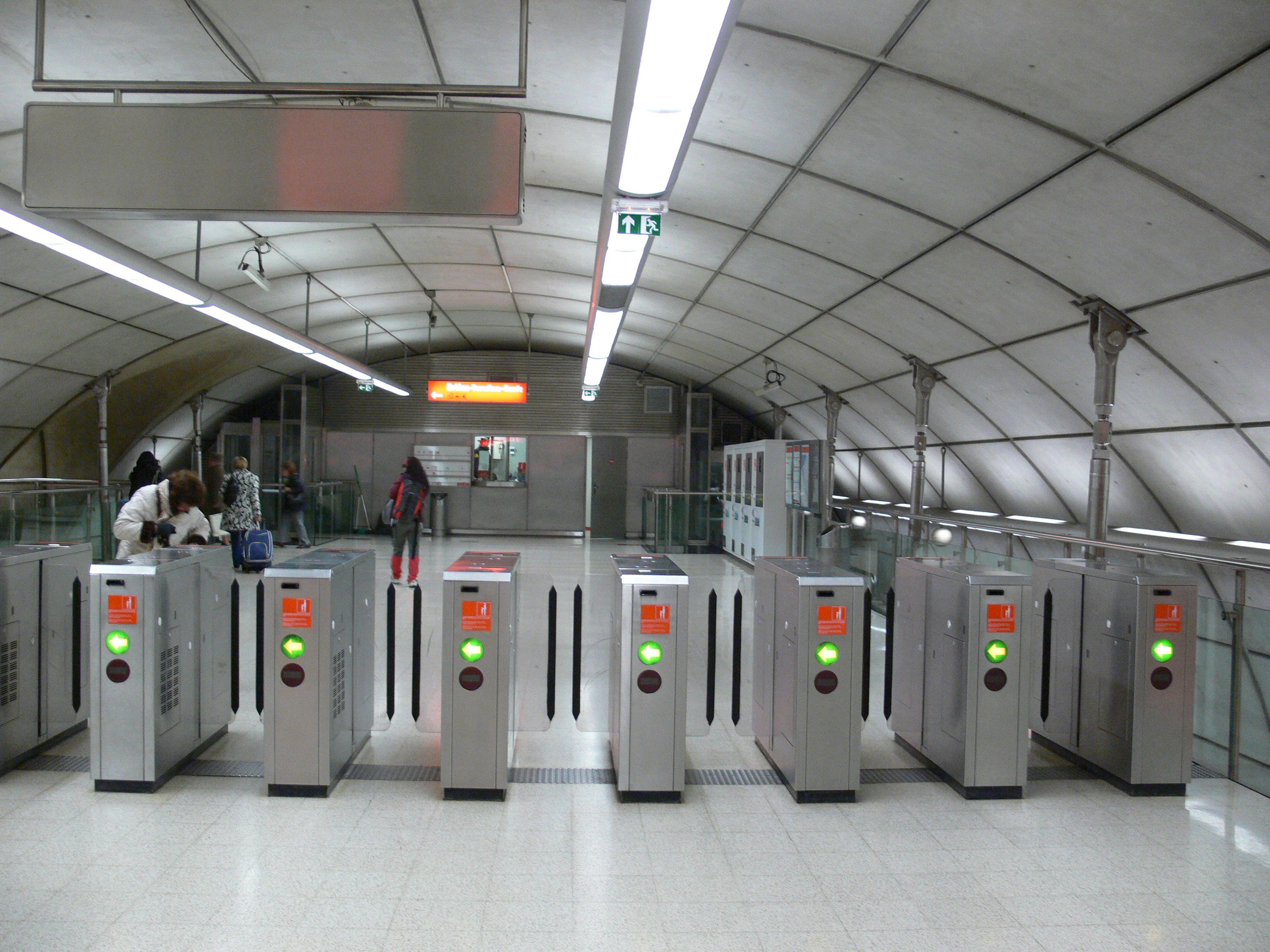
Mezzanina del metro
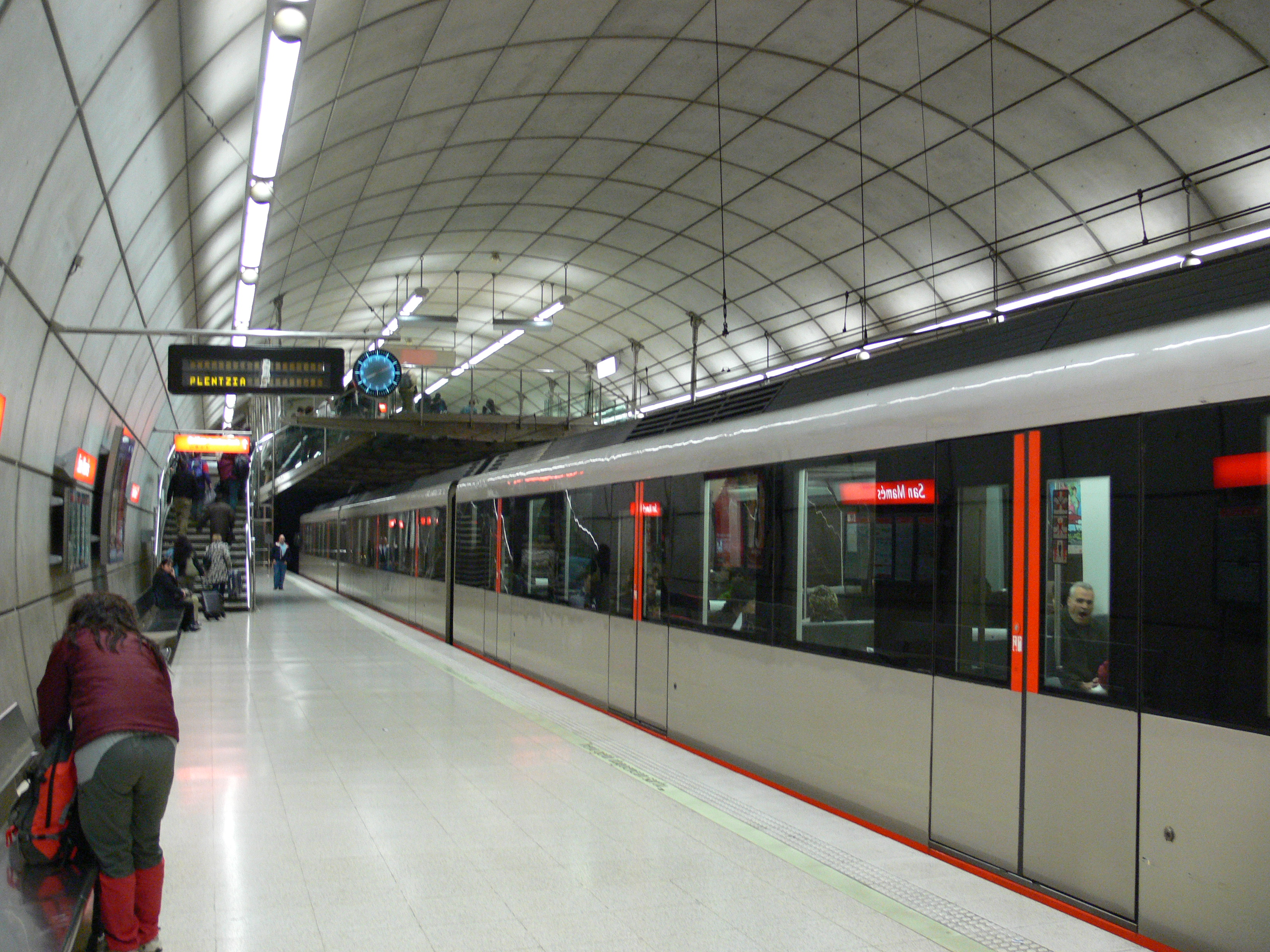
Estación de metro
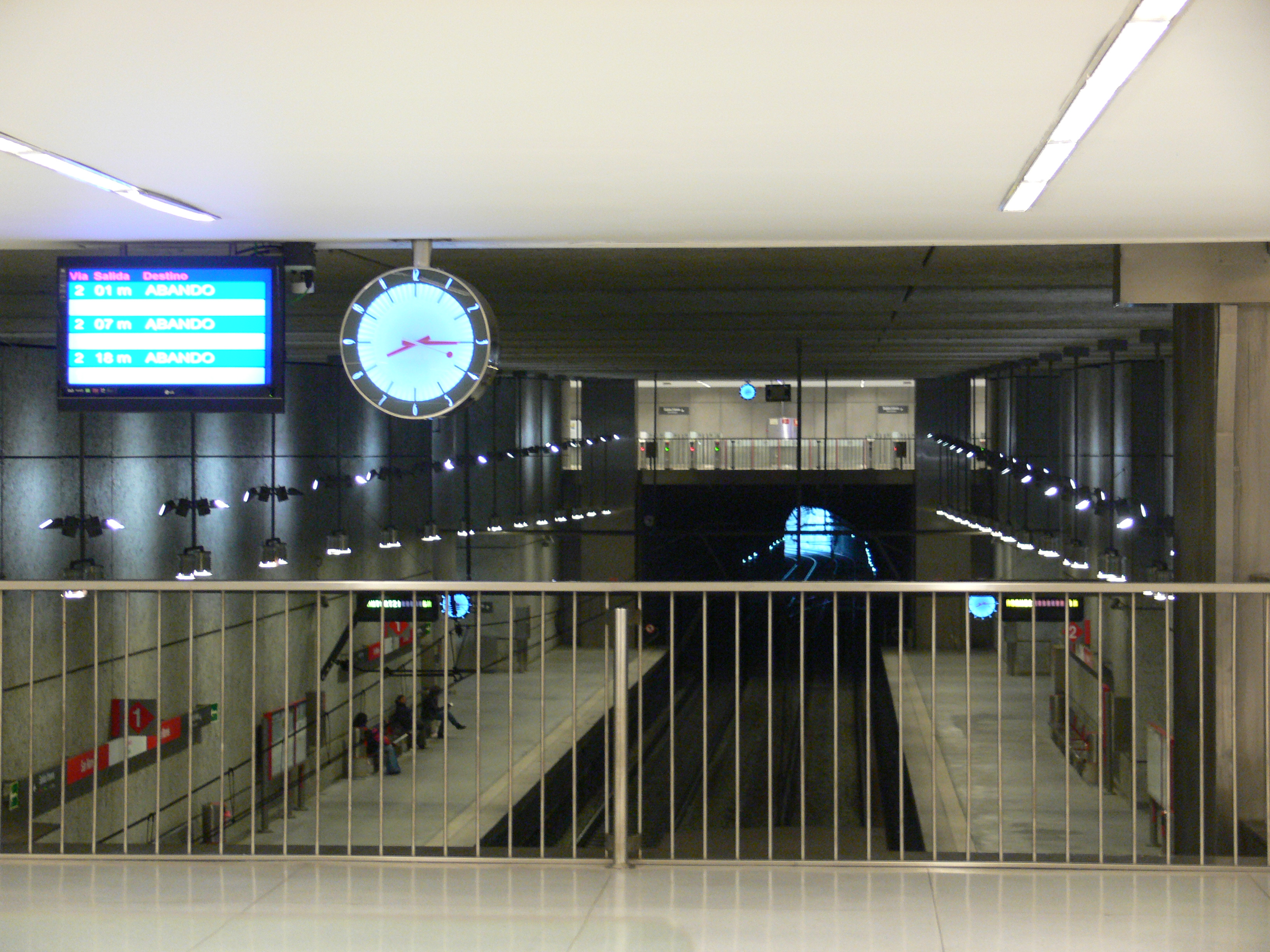
Estación de Cercanías Renfe